# Samarinda
Samarinda là thành phố, tỉnh lỵ của tỉnh Kalimantan Timur, Indonesia, trên đảo Borneo. Dân số thành phố là 5744.39 người (thời điểm năm 2005). Thành phố nằm bên hai bờ sông Mahakam. Thành phố có sân bay, cảng.